# John Allen (generaal)
John R. Allen (Fort Belvoir, 15 december 1953) is een Amerikaans oud-generaal die de commandant van de International Security Assistance Force in Afghanistan was van 2011 tot 2013.
Eind december 2018 gaf generaal buiten dienst John Allen in een gesprek met verslaggever Jake Tapper zijn commentaar op het eenzijdige besluit van president Trump om het contingent van 2000 Amerikaanse strijdkrachten uit Syrië terug te roepen, alsmede diens voornemen om het contingent in Afghanistan te halveren tot 2000.